# ホットスポット (火薬学)
ホットスポット（英: hotspot）とは火薬類の内部で外部エネルギーが局所的に集中され、温度が他の部分よりも高くなった微少領域のことである。
粉末状の火薬に衝撃や圧力を加えると粒子間の接触点に摩擦や断熱圧縮が起こり、
接触点付近の温度が高くなり、場合によっては爆轟する場合もある。
ニトログリセリンのような液体爆薬、ダイナマイトのようなゼラチン状の爆薬であっても
微少な気泡が内部にあると、気泡が圧縮加熱され外部エネルギーが集中してホットスポットが生成される場合がある。
本来であれば爆薬が爆轟するためには10～15GPa のかなり強い衝撃波圧力を必要とするが
ホットスポットが発生してしまうと臨界衝撃波圧力よりもはるかに小さい
0.1GPa 以下の衝撃波圧力でも低速爆轟が誘起され爆発轟してしまう場合がある。
ホットスポットが出来ることは極めて危険であるため、
火薬の加工においてはホットスポットの生成原因となる物は全て取り除かなければならない。
エマルション爆薬では逆に意図的に気泡を作りホットスポットを故意に作り出すことで爆轟させている。

## ホットスポットの生成原因
1. 微小気泡の断熱圧縮（液体またはゼラチンのような液体類似物質の場合）
2. 固体粒子間の接触面での相互摩擦（粉末火薬の場合）
3. 液体・固体の内部摩擦（剪断摩擦、粘性摩擦等）
4. 空隙の圧壊（ジェット、スポーリング、摩擦等の発生）
5. 衝撃波波面のゆらぎによる相乗加圧効果（密度・組成・反応に関する不均一性等に起因）
6. 圧縮下の局所的相転移（発熱相転移を行うもの）
7. 結晶内の格子等の欠陥
8. 電磁気的効果（静電気放電、誘電破壊等）